# 2025 у літературі

## Померли
- 17 лютого —Антонін Має, канадська акадійська письменниця.
- 23 березня — Ліна Біленька, 100, українська дитяча поетеса, членкиня НСПУ.
- 17 травня —Пол Деркан, ірландський поет.
- 1 липня — Ренато Баретич, хорватський поет, письменник і журналіст.